# سمیت قلبی
سمیت قلبی (انگلیسی: Cardiotoxicity) به معنی بروز اختلال عملکرد قلب به عنوان آسیب الکتریکی یا عضلانی است که منجر به مسمومیت قلبی می‌شود.  قلب ضعیف‌تر می‌شود و در پمپاژ خون کارآمد نیست.  سمیت قلبی ممکن است در اثر شیمی‌درمانی (یک مثال معمول کلاس آنتراسایکلین‌ها) درمان و/یا پرتودرمانی ایجاد شود. عوارض ناشی از بی اشتهایی عصبی، اثرات نامطلوب دریافت فلزات سنگین، سوء مصرف طولانی مدت یا مصرف در دوزهای بالا برخی از محرک های قوی مانند کوکائین یا یک داروی نادرست تجویز شده مانند بوپیواکائین.
یکی از راه‌های تشخیص سمیت قلبی در مراحل اولیه هنگامی که اختلال عملکرد تحت بالینی وجود دارد، اندازه‌گیری تغییرات در عملکرد ناحیه‌ای قلب با استفاده از سویه‌ها است.